# Mvezo
Mvezo es un pequeño pueblo sudafricano ubicado en el distrito O.R. Tambo, en la provincia Oriental del Cabo. Mvezo está situado a orillas del río Mbashe, cerca de Umtata.
En este pueblo nació el presidente de Sudáfrica y Premio Nobel de la Paz Nelson Mandela. En el pueblo se encuentra el Museo Nelson Mandela (Nelson Mandela Museum).